# Perakanthus velutinus
Perakanthus velutinus är en måreväxtart som först beskrevs av Henry Nicholas Ridley, och fick sitt nu gällande namn av Robyns och Henry Nicholas Ridley. Perakanthus velutinus ingår i släktet Perakanthus och familjen måreväxter. Inga underarter finns listade i Catalogue of Life.